# Кристаллин
Кристалли́н — общее название смеси белков, входящих в состав хрусталика глаза человека и других животных. Кристаллин состоит из нескольких индивидуальных белков: у человека α- и β-кристаллины — белки-шапероны, поддерживающие структуру белков хрусталика и, следовательно, его прозрачность. γ- кристаллин — структурный белок хрусталика. Также кристаллины найдены в роговице, где играют ту же роль — обеспечение прозрачности. Эти белки также были обнаружены в других органах и тканях: в сердце и в раковых опухолях молочной железы. Поскольку было установлено, что травма хрусталика возможно запускает регенерацию нервов, кристаллин стал областью исследований нейробиологов. Пока удалось показать, что кристаллин β b2 (cryβb2) может способствовать росту нервных волокон.

## Функции
Основная функция кристаллина, по крайней мере, в хрусталике глаза, вероятно, заключается в том, что он  повышает показатель преломления, в то же время не препятствуя прохождению света. Однако это не единственная функция. Становится все более очевидным, что кристаллины могут иметь несколько метаболических и регуляторных функций, как в хрусталике, так и в других частях тела. Большая часть белков, содержащих βγ-кристаллиновые 
домены, характеризуются как кальций-связывающие белки, имеющие новый кальций-связывающий мотив «греческий ключ».

## Ферментативная активность
Интересно и удивительно, с эволюционной точки зрения, что некоторые кристаллины являются активными ферментами, в то время как другие не имеют ферментативной активности, но показывают гомологию с другими ферментами. Кристаллины разных систематических групп организмов родственны различным белкам: у птиц и рептилий они родственны лактатдегидрогеназам (LDH) и аргининосукцинат-лиазам (ASL), у млекопитающих — алкогольдегидрогеназам (ADH) и хинон-редуктазам, а у головоногих — глутатион-S-трансферазам (GST) и альдегиддегидрогеназам. Является ли появление кристаллинов результатом счастливой случайности, связанной с тем, что именно эти ферменты оказались прозрачными и водорастворимыми, или свойства данных ферментов каким-то образом обеспечивают защиту хрусталика — все это является темой активных современных исследований. Приобретение кристаллинами новых функций в ходе эволюции белков, первоначально имевших другие функции — классический пример действия принципов преаптации и смены функций на молекулярном уровне.

## Классификация
Кристаллины глазного хрусталика позвоночных делятся на три группы: альфа, бета и гамма кристаллины. Деление на эти группы соответствует последовательности, в которой данные белки элюируются (вымываются) из колонки при гель-хроматографии. Эти три группы также называют кристаллинами-убиквистами. Бета- и гамма-кристаллины (такие как СRYGC) схожи по последовательности аминокислот, по строению и по расположению доменов, поэтому они отнесены в одну группу — надсемейство βγ-кристаллины. 
Надсемейства α- и βγ- кристаллинов представляют основные надсемейства белков, присутствующих в глазном хрусталике. Кроме этих кристаллинов есть и другие, таксон-специфичные кристаллины, которые можно найти только в хрусталиках некоторых организмов — например, дельта, эпсилон, тау, йота кристаллины. Альфа, бета и дельта кристаллины были найдены в хрусталиках птиц и рептилий. Альфа, бета и гамма кристаллины были найдены в хрусталиках всех остальных позвоночных.